# Harold March
Harold James March (* 30. Januar 1904 in Gamston; † 22. Juli 1977 in Lincoln) war ein englischer Fußballspieler.

## Karriere
March diente Ende der 1920er Jahre bei der King’s Own Yorkshire Light Infantry im Range eines Sergeants und war Auswahlspieler der Britischen Armee. Nach seiner Entlassung aus dem Militärdienst kam March zu Hull City und wurde im November 1929 erstmals in einem Spiel der Second Division eingesetzt. Während der Klub in der Saison 1929/30 in der Liga zunehmend in den Abstiegskampf geriet, erreichte man erstmals in der Vereinsgeschichte im FA Cup das Halbfinale (Aus gegen Arsenal im Wiederholungsspiel). Ronnie Starling und Jimmy Howieson nahmen üblicherweise die Halbstürmerpositionen ein und waren auch im FA Cup gesetzt, in dem March nicht zum Einsatz kam. Durch die FA-Cup-Erfolge samt Wiederholungsspielen sammelten sich eine Reihe von Ligaspielen zum Saisonende hin an, die in kürzester Zeit absolviert werden mussten. Dabei kam auch March mehrfach zum Einsatz, der in seinen acht Ligaeinsätzen sieglos blieb, Hull erzielte hierbei nur drei eigene Treffer und rutschte zum Saisonende hin noch auf einen Abstiegsplatz.
Ihm wurden seitens Hull auch für die Saison 1930/31 ein Vertrag angeboten, den er aber nicht unterzeichnete und im September 1930 wurde ihm schließlich ein ablösefreier Transfer gestattet. March schloss sich im September 1930 für eine einmonatige Testphase dem in der Third Division North spielenden Klub Lincoln City an, und spielte letztlich die folgenden beiden Spielzeiten für den Klub. Im Verlauf der Saison 1930/31 vertrat er Harry Kitching in insgesamt zehn Ligapartien auf der linken Halbstürmerposition und erzielte fünf Treffer, als der Klub den Aufstieg durch eine Serie von fünf sieglosen Partien am Saisonende noch knapp verpasste. In der folgenden Spielzeit kam March nur noch in zwei Pokalpartien für die erste Mannschaft zum Zug, in der Liga, Lincoln beendete die Saison als Staffelmeister, erhielten Harry Riley und George Beel den Vorzug. Neben einer FA-Cup-Partie wurde er auch im Lincolnshire Cup gegen seinen zukünftigen Klub FC Grantham aufgeboten. Für das Reserveteam Lincolns soll er hingegen in der Saison 1931/32 der erfolgreichste Torschütze gewesen sein. Bei Grantham setzte er seine Laufbahn die nächsten beiden Jahre fort, zunächst in der Midland League und das zweite Jahr in der Central Combination, insgesamt absolvierte er dabei mindestens 58 Pflichtspiele (5 Tore). In der Volkszählung von 1939 findet er sich wohnhaft in Shoeburyness, Southend-on-Sea und verdiente seinen Lebensunterhalt als Milchmann.